# اللاوية (الحديدة)

تعديل مصدري - تعديل

اللاويه هي إحدى قرى مديرية الدريهمي، التابعة لمحافظة الحديدة اليمنية، بلغ تعداد سكانها 2442 نسمة حسب الإحصاء الذي جرى عام 2004.